# Glenview Hills
Glenview Hills is een plaats (city) in de Amerikaanse staat Kentucky en valt bestuurlijk gezien onder Jefferson County.

## Demografie
Bij de volkstelling in 2000 werd het aantal inwoners vastgesteld op 337.
In 2006 is het aantal inwoners door het United States Census Bureau geschat op 351, een stijging van 14 (4.2%).

## Geografie
Volgens het United States Census Bureau beslaat de plaats een oppervlakte van
0,3 km², waarvan 0,3 km² land.

## Plaatsen in de nabije omgeving
De onderstaande figuur toont nabijgelegen plaatsen in een straal van 4 km rond Glenview Hills.